# 10e étape du Tour de France 2004
La 10e étape du Tour de France 2004 s'est déroulée le 14 juillet 2004. La plus longue de ce Tour, elle comptait 237 kilomètres et reliait Limoges à Saint-Flour. Richard Virenque s'est imposé en solitaire.

## Parcours
Les coureurs doivent parcourir successivement les départements de la Haute-Vienne, de la Corrèze et enfin du Cantal. L'étape est à profil accidenté, surtout dans la seconde moitié avec le col de Néronne (2e cat.), le Pas de Peyrol (1e cat.), le col d'Entremont (3e cat.) et le col de Prat-de-Bouc (2e cat.).

## Récit de la course
L'échappée prend forme avant le sprint de la Croisille-sur-Briance avec dix à quinze coureurs. Axel Merckx et Richard Virenque sortent de ce groupe avant le Mont Gargan. Le peloton reprend les poursuivants dans la côte, Sébastien Joly tente de faire la descente, mais l'écart avec la tête est déjà important et il est repris par le peloton. Les deux échappés ont jusqu'à dix minutes d'avance sur le peloton emmené par les équipes Brioches La Boulangère et US Postal. Dans l'ascension du pas de Peyrol, Merckx décroche de la roue de Virenque, et perdant plus d'une minute au col suivant, il se relève dans le col de Prat de Bouc. Virenque maintient l'écart autour de six à sept minutes jusqu'à Saint-Flour. Après 200 km en tête, il gagne sa septième étape sur le Tour de France, et endosse son septième maillot à pois. 

## Anecdotes
Axel Merckx n'a pas apprécié d'être lâché par son compagnon d'échappée. Richard Virenque a reçu des éleveurs locaux une vache Salers et une cloche au lendemain de sa victoire ; il est revenu dans le Cantal en 2005 voir son volumineux cadeau.

## Classement de l'étape
| \| Classement de l'étape \| Classement de l'étape \| Classement de l'étape \| Classement de l'étape \| Classement de l'étape \| \| Coureur \| Coureur \| Pays \| Équipe \| Temps \| \| --------------------- \| --------------------- \| --------------------- \| ----------------------------- \| --------------------- \| \| 1er \| Richard Virenque \| France \| Quick Step-Davitamon \| + 6 h 00 min 24 s \| \| 2e \| Andreas Klöden \| Allemagne \| T-Mobile \| + 0 s \| \| 3e \| Erik Zabel \| Allemagne \| T-Mobile \| + 0 s \| \| 4e \| Francisco Mancebo \| Espagne \| Illes Balears-Banesto \| + 0 s \| \| 5e \| Thomas Voeckler \| France \| Brioches La Boulangère \| + 0 s \| \| 6e \| Lance Armstrong \| États-Unis \| US Postal Service-Berry Floor \| DQ \| \| 7e \| Georg Totschnig \| Autriche \| Gerolsteiner \| + 0 s \| \| 8e \| Kim Kirchen \| Luxembourg \| Fassa Bortolo \| + 0 s \| \| 9e \| Michele Scarponi \| Italie \| Domina Vacanze \| + 0 s \| \| 10e \| Pietro Caucchioli \| Italie \| Alessio-Bianchi \| + 0 s \| |                   |            |                               |                   |
| |                   |            |                               |                   |
| |                   |            |                               |                   |
| Classement de l'étape |                   |            |                               |                   |
| Coureur | Coureur           | Pays       | Équipe                        | Temps             |
| 1er | Richard Virenque  | France     | Quick Step-Davitamon          | + 6 h 00 min 24 s |
| 2e | Andreas Klöden    | Allemagne  | T-Mobile                      | + 0 s             |
| 3e | Erik Zabel        | Allemagne  | T-Mobile                      | + 0 s             |
| 4e | Francisco Mancebo | Espagne    | Illes Balears-Banesto         | + 0 s             |
| 5e | Thomas Voeckler   | France     | Brioches La Boulangère        | + 0 s             |
| 6e | Lance Armstrong   | États-Unis | US Postal Service-Berry Floor | DQ                |
| 7e | Georg Totschnig   | Autriche   | Gerolsteiner                  | + 0 s             |
| 8e | Kim Kirchen       | Luxembourg | Fassa Bortolo                 | + 0 s             |
| 9e | Michele Scarponi  | Italie     | Domina Vacanze                | + 0 s             |
| 10e | Pietro Caucchioli | Italie     | Alessio-Bianchi               | + 0 s             |

## Classement général
| \| Classement général \| Classement général \| Classement général \| Classement général \| Classement général \| \| Coureur \| Coureur \| Pays \| Équipe \| Temps \| \| ------------------ \| ---------------------- \| ------------------ \| ------------------------------- \| ------------------ \| \| 1er \| Thomas Voeckler \| France \| Brioches La Boulangère \| 42 h 42 min 14 s \| \| 2e \| Stuart O'Grady \| Australie \| Cofidis-Le Crédit par Téléphone \| + 3 min 00 s \| \| 3e \| Sandy Casar \| France \| Fdjeux.com \| + 4 min 13 s \| \| 4e \| Richard Virenque \| France \| Quick Step-Davitamon \| + 6 min 52 s \| \| 5e \| Jakob Piil \| Danemark \| CSC \| + 7 min 31 s \| \| 6e \| Lance Armstrong \| États-Unis \| US Postal Service-Berry Floor \| DQ \| \| 7e \| Erik Zabel \| Allemagne \| T-Mobile \| + 9 min 58 s \| \| 8e \| José Azevedo \| Portugal \| US Postal Service-Berry Floor \| + 10 min 04 s \| \| 9e \| José Enrique Gutiérrez \| Espagne \| Phonak Hearing Systems \| + 10 min 09 s \| \| 10e \| Francisco Mancebo \| Espagne \| Illes Balears-Banesto \| + 10 min 18 s \| |                        |            |                                 |                  |
| |                        |            |                                 |                  |
| |                        |            |                                 |                  |
| Classement général |                        |            |                                 |                  |
| Coureur | Coureur                | Pays       | Équipe                          | Temps            |
| 1er | Thomas Voeckler        | France     | Brioches La Boulangère          | 42 h 42 min 14 s |
| 2e | Stuart O'Grady         | Australie  | Cofidis-Le Crédit par Téléphone | + 3 min 00 s     |
| 3e | Sandy Casar            | France     | Fdjeux.com                      | + 4 min 13 s     |
| 4e | Richard Virenque       | France     | Quick Step-Davitamon            | + 6 min 52 s     |
| 5e | Jakob Piil             | Danemark   | CSC                             | + 7 min 31 s     |
| 6e | Lance Armstrong        | États-Unis | US Postal Service-Berry Floor   | DQ               |
| 7e | Erik Zabel             | Allemagne  | T-Mobile                        | + 9 min 58 s     |
| 8e | José Azevedo           | Portugal   | US Postal Service-Berry Floor   | + 10 min 04 s    |
| 9e | José Enrique Gutiérrez | Espagne    | Phonak Hearing Systems          | + 10 min 09 s    |
| 10e | Francisco Mancebo      | Espagne    | Illes Balears-Banesto           | + 10 min 18 s    |

## Classements annexes
| Classement par points | Classement par points | Classement par points | Classement par points           | Classement par points |
| Coureur               | Coureur               | Pays                  | Équipe                          | Points                |
| --------------------- | --------------------- | --------------------- | ------------------------------- | --------------------- |
| 1er                   | Robbie McEwen         | Australie             | Lotto-Domo                      | 195 pts               |
| 2e                    | Erik Zabel            | Allemagne             | T-Mobile                        | 185 pts               |
| 3e                    | Stuart O'Grady        | Australie             | Cofidis-Le Crédit par Téléphone | 177 pts               |
| 4e                    | Thor Hushovd          | Norvège               | Crédit Agricole                 | 175 pts               |
| 5e                    | Danilo Hondo          | Allemagne             | Gerolsteiner                    | 163 pts               |

| Classement par points | Classement par points | Classement par points | Classement par points           | Classement par points |
| Coureur               | Coureur               | Pays                  | Équipe                          | Points                |
| --------------------- | --------------------- | --------------------- | ------------------------------- | --------------------- |
| 1er                   | Robbie McEwen         | Australie             | Lotto-Domo                      | 195 pts               |
| 2e                    | Erik Zabel            | Allemagne             | T-Mobile                        | 185 pts               |
| 3e                    | Stuart O'Grady        | Australie             | Cofidis-Le Crédit par Téléphone | 177 pts               |
| 4e                    | Thor Hushovd          | Norvège               | Crédit Agricole                 | 175 pts               |
| 5e                    | Danilo Hondo          | Allemagne             | Gerolsteiner                    | 163 pts               |

| Classement de la montagne | Classement de la montagne | Classement de la montagne | Classement de la montagne | Classement de la montagne |
| Coureur                   | Coureur                   | Pays                      | Équipe                    | Points                    |
| ------------------------- | ------------------------- | ------------------------- | ------------------------- | ------------------------- |
| 1er                       | Richard Virenque          | France                    | Quick Step-Davitamon      | 73 pts                    |
| 2e                        | Axel Merckx               | Belgique                  | Lotto-Domo                | 57 pts                    |
| 3e                        | Paolo Bettini             | Italie                    | Quick Step-Davitamon      | 36 pts                    |
| 4e                        | Christophe Moreau         | France                    | Crédit Agricole           | 27 pts                    |
| 5e                        | Francisco Mancebo         | Espagne                   | Illes Balears-Banesto     | 21 pts                    |

| Classement de la montagne | Classement de la montagne | Classement de la montagne | Classement de la montagne | Classement de la montagne |
| Coureur                   | Coureur                   | Pays                      | Équipe                    | Points                    |
| ------------------------- | ------------------------- | ------------------------- | ------------------------- | ------------------------- |
| 1er                       | Richard Virenque          | France                    | Quick Step-Davitamon      | 73 pts                    |
| 2e                        | Axel Merckx               | Belgique                  | Lotto-Domo                | 57 pts                    |
| 3e                        | Paolo Bettini             | Italie                    | Quick Step-Davitamon      | 36 pts                    |
| 4e                        | Christophe Moreau         | France                    | Crédit Agricole           | 27 pts                    |
| 5e                        | Francisco Mancebo         | Espagne                   | Illes Balears-Banesto     | 21 pts                    |

| Classement du meilleur jeune | Classement du meilleur jeune | Classement du meilleur jeune | Classement du meilleur jeune | Classement du meilleur jeune |
| Coureur                      | Coureur                      | Pays                         | Équipe                       | Temps                        |
| ---------------------------- | ---------------------------- | ---------------------------- | ---------------------------- | ---------------------------- |
| 1er                          | Thomas Voeckler              | France                       | Brioches La Boulangère       | 42 h 42 min 14 s             |
| 2e                           | Sandy Casar                  | France                       | Fdjeux.com                   | + 4 min 13 s                 |
| 3e                           | Michele Scarponi             | Italie                       | Domina Vacanze               | + 12 min 22 s                |
| 4e                           | Sylvain Chavanel             | France                       | Brioches La Boulangère       | + 12 min 48 s                |
| 5e                           | Jérôme Pineau                | France                       | Brioches La Boulangère       | + 13 min 02 s                |

| Classement du meilleur jeune | Classement du meilleur jeune | Classement du meilleur jeune | Classement du meilleur jeune | Classement du meilleur jeune |
| Coureur                      | Coureur                      | Pays                         | Équipe                       | Temps                        |
| ---------------------------- | ---------------------------- | ---------------------------- | ---------------------------- | ---------------------------- |
| 1er                          | Thomas Voeckler              | France                       | Brioches La Boulangère       | 42 h 42 min 14 s             |
| 2e                           | Sandy Casar                  | France                       | Fdjeux.com                   | + 4 min 13 s                 |
| 3e                           | Michele Scarponi             | Italie                       | Domina Vacanze               | + 12 min 22 s                |
| 4e                           | Sylvain Chavanel             | France                       | Brioches La Boulangère       | + 12 min 48 s                |
| 5e                           | Jérôme Pineau                | France                       | Brioches La Boulangère       | + 13 min 02 s                |

| Classement par équipes | Classement par équipes        | Classement par équipes | Classement par équipes |
| Équipe                 | Équipe                        | Pays                   | Temps                  |
| ---------------------- | ----------------------------- | ---------------------- | ---------------------- |
| 1re                    | CSC                           | Danemark               | 126 h 01 min 13 s      |
| 2e                     | Alessio-Bianchi               | Italie                 | + 2 min 23 s           |
| 3e                     | Brioches La Boulangère        | France                 | + 4 min 04 s           |
| 4e                     | Quick Step-Davitamon          | Belgique               | + 9 min 49 s           |
| 5e                     | US Postal Service-Berry Floor | États-Unis             | + 10 min 48 s          |

| Classement par équipes | Classement par équipes        | Classement par équipes | Classement par équipes |
| Équipe                 | Équipe                        | Pays                   | Temps                  |
| ---------------------- | ----------------------------- | ---------------------- | ---------------------- |
| 1re                    | CSC                           | Danemark               | 126 h 01 min 13 s      |
| 2e                     | Alessio-Bianchi               | Italie                 | + 2 min 23 s           |
| 3e                     | Brioches La Boulangère        | France                 | + 4 min 04 s           |
| 4e                     | Quick Step-Davitamon          | Belgique               | + 9 min 49 s           |
| 5e                     | US Postal Service-Berry Floor | États-Unis             | + 10 min 48 s          |

## Abandons
- Mirko Celestino
- Sébastien Hinault (sur chute)
- Ángel Vicioso